# Alcalá del Júcar (kommun)
Alcalá del Júcar är en kommun i Spanien.   Den ligger i provinsen Provincia de Albacete och regionen Kastilien-La Mancha, i den östra delen av landet, 240 km sydost om huvudstaden Madrid. Antalet invånare är 1 346.